# Carlos Betancur
Pour les articles homonymes, voir Betancur.
Betancur  Gómez est un nom espagnol. Le premier nom de famille, en général paternel, est Betancur ; le second, en général maternel, souvent omis, est Gómez.
Carlos Alberto Betancur Gómez (né le 13 octobre 1989 à Bolívar) est un coureur cycliste colombien.

## Biographie

### Les débuts
Carlos Alberto Betancur Gómez, est né dans le village d'El Manzanillo, dans la municipalité de Ciudad Bolívar, au sud-ouest du département d'Antioquia. Il y réside encore lorsqu'il se trouve en Colombie. En Toscane, il a changé de domicile pour vivre près de Lucques, non loin de son préparateur physique Michele Bartoli. Selon lui, lorsqu'il est en forme, il est bon grimpeur, mais il se trouve trop jeune pour déjà définir le type de coureur qu'il est. Il se trouve plus performant dans les courses à étapes d'une semaine, voir les épreuves d'un jour. 
En 2009, il remporte le Tour de Colombie espoirs et obtient la médaille d'argent du championnat du monde sur route espoirs à Mendrisio en Suisse. En 2010, il remporte le Baby Giro. Aux championnats du monde sur route, il se classe 38e de la course en ligne.

### 2011-2012: première expérience professionnelle avec Acqua & Sapone
En 2011, il est recruté par l'équipe continentale professionnelle italienne Acqua & Sapone. Il participe au Tour d'Italie, qu'il termine à la 59e place. Début octobre, il remporte le Tour d'Émilie en solitaire avant de finir à la neuvième place du Tour de Lombardie.
Il dispute sa deuxième saison professionnelle, au sein de la même formation Acqua & Sapone. Il arrive en Italie, à la fin du mois de février, et rejoint son domicile pisan. Sa course de rentrée est la Strade bianche, qu'il dispute pour préparer la Tirreno-Adriatico.
Un mois plus tard, il dispute le Tour des Apennins. Dans la dernière difficulté du jour, le passo della Bocchetta, il suit Michele Scarponi dans son attaque. Accompagnés de Domenico Pozzovivo, ils résistent au retour d'une vingtaine d'hommes, jusqu'à un peu plus de dix kilomètres de l'arrivée. La course se termine au sprint, et il se classe quinzième. Puis il s'aligne au Tour du Trentin, course par étapes la plus montagneuse de l'UCI Europe Tour 2012. Il finit quatrième au classement général final, terminant deux fois deuxième d'étapes.
Fin avril, il est au départ du Grand Prix de l'industrie et de l'artisanat de Larciano. Dans l'ultime ascension, avec deux coureurs, il part à la poursuite de Domenico Pozzovivo. Dans la descente, ils sont rejoints par cinq autres coureurs. La victoire se disputera entre eux, mais Betancur se classe neuvième. 
Betancur termine, le lendemain, deuxième du Tour de Toscane. Dans la dernière difficulté de la journée, il s'extirpe du peloton le premier pour rejoindre le dernier échappé Matej Mugerli. Quatre autres coureurs réussiront la jonction, ils se disputent la victoire au sprint, six kilomètres plus loin, où Alessandro Ballan le bat d'une longueur. Betancur regrette de terminer, pour la troisième fois, à la deuxième place, cette saison mais reconnait que même s'il avait pris la bonne roue lors du sprint, il ne pouvait remonter Ballan.
Il remporte sa première victoire de la saison lors de la 5e étape du Tour de Belgique. Quelques jours plus tard, il remporte le Trofeo Melinda. Par la suite il s'impose lors de la 5e et dernière étape du Tour de Padanie.

### 2013-2015: des hauts et des bas chez AG2R

#### Saison 2013
Après plusieurs pourparlers avec d'autres formations de l'UCI World Tour, il choisit de s'engager avec l'équipe française AG2R La Mondiale, réalisant son rêve de courir au plus haut niveau. Il commence sa saison au Tour de San Luis, à la fin janvier, avec l'intention de progresser encore cette année. Son programme du début de saison passe par le Trofeo Laigueglia, Milan-San Remo et les classiques ardennaises. De plus, il pense que le circuit du championnat du monde à Florence convient aux coureurs colombiens. Mais l'objectif de Betancur, cette année est le Tour d'Italie. Il espère y remporter une étape et s'emparer du maillot blanc du meilleur jeune de l'épreuve.
Avant de revenir en Europe, il dispute de manière individuelle une épreuve du calendrier national colombien, la Clásica de Rionegro. Il remporte la deuxième étape, disposant au sprint de ses compagnons d'échappée. Cependant il est disqualifié, n'ayant pas signé la feuille d'émargement au départ. Après avoir termine septième du Tour du Pays basque, il réalise une excellente première campagne de classiques puisqu'il termine 3e de la Flèche wallonne après être passé à l'offensive dans le Mur de Huy et avoir longtemps cru à la victoire. Quatre jours plus tard, il échoue au pied du podium sur Liège-Bastogne-Liège après avoir réalisé encore une très belle course. Betancur est ensuite treizième du Tour de Romandie avant de participer au Tour d'Italie en tant qu'« électron libre » aux côtés de Domenico Pozzovivo. Deuxième de la neuvième étape à 44 secondes du Russe Maxim Belkov, il lève les bras à l'arrivée en croyant avoir gagné. Il va accumuler les deuxièmes places sur ce Tour d'Italie pour finalement terminer cinquième au classement général et remporter le  classement du meilleur jeune. Betancur a comme autre objectif les championnats du monde. Dans cette optique, il compte sur la Vuelta pour optimiser sa forme à l'issue des trois semaines de course. Mais n'ayant pas la possibilité de courir avant, à cause de problèmes personnels, il se présente au Tour d'Espagne avec une condition exécrable et en surpoids. Il termine à la 126e place de cette course. Quelques jours plus tard, il est sélectionné aux mondiaux à Florence en compagnie, notamment, de Nairo Quintana.

#### Saisons 2014-2015
Il aborde cette nouvelle saison avec comme objectif principal de terminer dans les dix premiers du Tour de France et de ramener le maillot blanc de meilleur jeune. Il a aussi à cœur de briller sur les classiques ardennaises où il avait bien figuré l'année passée. Il débute au Tour de San Luis, avec l'objectif de perdre du poids avant son retour pour le début de saison en Europe. Fin février, il remporte la première étape du Tour du Haut-Var au sprint devant John Degenkolb. Il s'agit de sa première victoire avec le maillot de AG2R La Mondiale. Il termine deuxième le lendemain, remportant ainsi le classement général de l'épreuve. Par la suite, il participe à Paris-Nice où il fait partie des favoris. Il remporte la 5e étape en réglant au sprint ses deux compagnons d'échappée. Il se replace ainsi au classement général à cinq secondes du leader Geraint Thomas. En s'imposant à nouveau le lendemain, Betancur prend la première place du classement général et le maillot de meilleur jeune. Il remporte Paris-Nice à l'issue de la dernière étape remportée par le Français Arthur Vichot. Il devance au classement général le Portugais Rui Costa et Arthur Vichot. Par la suite Betancur prend part au Tour de Catalogne et au Tour du Pays basque. Il  est contraint à l'abandon sur les deux épreuves en raison d'une infection généralisée. Il décide de rentrer en Colombie et ne prend pas part à son objectif initial de participer au Tour de France, en raison d'un cytomégalovirus selon Franco Gini, l'entraîneur national colombien,. Il se fixe comme objectif de réaliser une bonne fin de saison et reporte ses ambitions sur le Tour d'Espagne. Arrivé au départ de la course en méforme et en surpoids, il termine la course en avant-dernière position après avoir occupé durant plusieurs étapes la dernière place du général.
Après avoir envisagé de quitter l'équipe AG2R La Mondiale pour la saison 2015, il choisit de continuer avec l'équipe française. Il annonce viser le Tour d'Italie et le Tour d'Espagne en 2015.
Il semble retrouver petit à petit son niveau, avec notamment une vingtième place au Tour d'Italie et quelques places d'honneur. 
En août 2015, en méforme et en manque de compétition, il n'est pas sélectionné pour disputer le Tour d'Espagne alors que cette épreuve était un objectif. Le 21 août, la direction de l'équipe AG2R La Mondiale annonce mettre un terme à la collaboration avec Carlos Betancur, la décision est prise d'un commun accord.

### 2016 à 2020: nouveau départ chez Movistar
En octobre 2015 il signe un contrat de deux ans avec l'équipe espagnole Movistar. En manque de forme, il ne reprend la compétition que fin mars 2016, lors de Milan-San Remo, la plus longue course du calendrier professionnel. Il s'agit de sa première course avec sa nouvelle équipe.

## Palmarès et classements mondiaux

### Palmarès amateur
| - 2007 - 2e du championnat de Colombie sur route juniors - 2009 - Tour de Colombie espoirs : - Classement général - 4e étape - 2e du Gran Premio Industria del Cuoio e delle Pelli - 2e du championnat du monde sur route espoirs | - 2010 - 6e étape du Tour de Colombie espoirs - Baby Giro : - Classement général - 4e et 5e étapes - 1re étape du Tour de Colombie (contre-la-montre par équipes) - 1re et 9e étapes de la Vuelta de Higuito |  |

### Palmarès professionnel
| - 2011 - Tour d'Émilie - 9e du Tour de Lombardie - 2012 - 5e étape du Tour de Belgique - Trophée Melinda - 5e étape du Tour de Padanie - 2e du Tour de Toscane - 2013 - Classement du meilleur jeune du Tour d'Italie - 3e de la Flèche wallonne - 4e de Liège-Bastogne-Liège - 5e du Tour d'Italie - 7e du Tour du Pays basque - 2014 - Tour du Haut-Var : - Classement général - 1re étape - Paris-Nice : - Classement général - 5e et 6e étapes | - 2016 - 1re étape du Tour de Castille-et-León - 2e étape du Tour des Asturies - 2017 - 1re étape des Hammer Series - 2019 - Klasika Primavera - 8e du Tour de Suisse |  |

### Résultats sur les grands tours

#### Tour de France
1 participation
- 2017 : 18e

#### Tour d'Italie
5 participations
- 2011 : 59e
- 2013 : 5e,  vainqueur du classement du meilleur jeune
- 2015 : 20e
- 2016 : abandon (19e étape)
- 2018 : 15e

#### Tour d'Espagne
3 participations
- 2013 : 126e
- 2014 : 158e
- 2017 : non-partant (7e étape)

### Classements mondiaux
| Année           | 2009 | 2010 | 2011 | 2012 | 2013 | 2014 | 2015 | 2016 | 2017   |
| --------------- | ---- | ---- | ---- | ---- | ---- | ---- | ---- | ---- | ------ |
| UCI World Tour  |      |      |      |      | 14e  | 26e  | nc   | nc   | 185e   |
| UCI Europe Tour | 213e | 195e | 110e | 9e   |      |      |      | 584e | 1 274e |